# Mattias Stackelberg
Mattias Stackelberg, född 1631 på Ösel, Svenska Estland, död 1694 i Peude socken, Svenska Estland, var en svensk adelsman och militär.

## Biografi
Mattias Stackelberg föddes 1631 på Ösel. Han var son till landtrådet Mattias Stackelberg och Gertrud von Anrep. Stackelberg blev 1657 kapten vid Jakob Kasimir De la Gardies infanteriregemente och sedan major vid regementet. Han blev 27 juli 1664 svensk adelsman och introducerades samma år som nummer 686. Stackelberg blev 29 juli 1668 överstelöjtnant och kommendant på Arensburg. Han var 1678 lantråd på Ösel och 30 juli 1689 vice häradshövding på Ösel. Stackelberg avled 1694 på Thomel i Peude socken.
Stackelberg skänkte en klocka till Gammalkils kyrka.
Stackelberg ägde gårdarna Piddal i Kielkonds socken, Thomel i Peude socken, Ropacka i Karris socken, Nabben i Lemsals socken och Vinäs i Gammalkils socken.

### Familj
Stackelberg gifte sig 1658 med Ingeborg Grubbe. Hon var dotter till översten Lars Grubbe och Catharina Gottschlksdotter. De fick tillsammans barnen Anna Dorotea Stackelberg (född 1659) som var gift med ryttmästaren Christoffer von Starck, Catharina Lovisa Stackelberg (1661–1730) som var gift med överstelöjtnanten Otto Johan von Poll vid Viborgs län, Margareta Hedvig Stackelberg (1663–1719) som var gift med ryttmästaren Reinhold Johan von Vietinghoff vid Tiesenhausens livländska kavalleriregemente, Ingeborg Christina Stackelberg (1664–1747) som var gift med lantrådet Christoffer Reinhold von Nolcken, Mattias Stackelberg (1667–1667), generalen Carl Adam Stackelberg (1669–1749) och Märta Beata Stackelberg (1670–1737) som var gift med överlöjtnanten Ebbe Lduvig von Toll och landrichtern Herman Lagerstierna.